# Махір Чаян
Махір Чаян (тур. Mahir Çayan, нар. 15 березня 1946 у Самсуні — пом. 30 березня 1972 в Токаті) — один із лідерів революційного покоління 1968 року, спільно з Хюсеїном Джавахіром та іншими заснував Народно-визвольну Партію-Фронт Туреччини (THKP-C). Після смерті Чаяна організація практично перестала існувати, але THKP-C та ідеї Чаяна стали відправною точкою для цілої низки організацій типу «Революційний шлях» і «Революційна ліва».

## Біографія
Після завершення школи та гімназії в Стамбулі вступив на юридичний факультет Стамбульського університету. Через рік перевівся на факультет політичних наук Університету Анкари, де очолив діяльність студентських гуртків. Почав взаємодіяти з Робітничою партією Туреччини, а 1965 року став головою Федерації студентських гуртків (ФСК).
Вважав, що в напівколоніальній країні, якою, на його думку, була Туреччина, потрібна національно-демократична революція, і був одним з ініціаторів перетворення ФСК у Федерацію революційної молоді Туреччини (тур. Dev-Genç).
Вважаючи, що перемога революції у відсталій країні можлива лише збройним шляхом, організував Народно-визвольну Партію-Фронт Туреччини (тур. Türkiye Halk Kurtuluş Partisi-Cephesi), в якій стає головним ідеологом.
Брав участь у експропріаціях банків. 1 червня 1971 поліція заарештувала його. 29 жовтня 1971 року він утік із в'язниці.
26 березня 1972 року при спробі запобігти страті своїх товаришів по зброї Деніза Ґезміша, Хюсеїна Інана та Юсуфа Аслана, Махір Чаян і 9 його товаришів (активісти з THKO і Dev-Genç, а також цивільні з Фатси) викрали двох британців і одного канадійця, що працювали на радіостанції в Іньє. Через 4 дні, 30 березня, загін спецпризначенців із Бюро по спеціальним військовим діям при генеральному штабі виявив Чаяна і його товаришів в селі Кизилдере, округ Никсар провінції Токат. При штурмі будинку партизанів було вбито. За свою вперту відмову здатися владі Махір Чаян серед своїх послідовників досі шанується як мученик.

## Ідеологія Чаяна
Дослідник Лотар Гайнріх підсумовує аналіз суспільства Махір сподівання до трьох основних тез:
- Туреччина — напівколоніальна країна. Правлячий в ній капіталізм, є залежним і виснажує себе своєю власною динамікою розвитку. Тому демократична революція, за яку завжди виступала Робоча партія Туреччини, стає найважливішим завданням.
- З цих причин Туреччина перебуває в перманентній економічній та соціальній кризі. Довгострокової стабільності неможливо досягнути.
- Збройна боротьба під керівництвом пролетарської партії повинна порушити рівновагу, штучно підтримувану державою та імперіалізмом, і створити «революційну ситуацію».

## Збройні акції
- 12 лютого 1971 — участь у пограбуванні банку в Анкарі;
- 15 березня 1971 — участь у пограбуванні банку в Стамбулі;
- 4 квітня 1971 — викрадення бізнесменів Мете Хаса і Таліпа Аксо;
- 17 травня 1971 — викрадення і вбивство ізраїльського генерального консула Ефраїма Елрома в Стамбулі;
- 1 червня 1971 — в перестрілці з поліцією Махір Чаян отримав поранення і потрапив у руки поліції, втім згодом утік зі стамбульської військової в'язниці;
- 26 березня 1972 — викрадення трьох західних фахівців в Іньє;
- 30 березня 1972 — остання сутичка зі спецпризначенцями.

## Публікації
- Aren Oportünizminin Niteliği
- Revizyonizmin Keskin Kokusu-I
- Revizyonizmin Keskin Kokusu-II
- Sağ Sapma, Devrimci Pratik ve Teori
- Yeni Oportünizmin Niteliği Üzerine
- ASD'ye Açık Mektup
- Yayın Politikamız
- Devrimde Sınıfların Mevzilenmesi
- Kesintisiz Devrim I
- Kesintisiz Devrim II—III